# قائمة الحاصلين على جائزة الدولة التقديرية في الآداب (مصر)

قائمة بأسماء الأدباء الذين كرمتهم الحكومة المصرية ومنحت كل منهم جائزة الدولة التقديرية في الآداب منذ إنشائها في عام 1958 وحتى عام 2009:
| السنة | الفائز                                                                            |
| ----- | --------------------------------------------------------------------------------- |
| 1958  | طه حسين                                                                           |
| 1959  | عباس محمود العقاد                                                                 |
| 1960  | توفيق الحكيم                                                                      |
| 1961  | أحمد حسن الزيات                                                                   |
| 1962  | محمود تيمور                                                                       |
| 1963  | محمد فريد أبو حديد                                                                |
| 1964  | عزيز أباظة                                                                        |
| 1965  | أحمد رامي                                                                         |
| 1966  | حجبت                                                                              |
| 1967  | يحيى حقي                                                                          |
| 1968  | نجيب محفوظ                                                                        |
| 1969  | حجبت                                                                              |
| 1970  | محمد خلف الله أحمد                                                                |
| 1971  | حجبت                                                                              |
| 1972  | حجبت                                                                              |
| 1973  | يوسف السباعي                                                                      |
| 1974  | عبد الرحمن الشرقاوي                                                               |
| 1975  | زكي نجيب محمود                                                                    |
| 1976  | محمد مهدي علام                                                                    |
| 1977  | سهير القلماوي                                                                     |
| 1978  | عائشة عبد الرحمن                                                                  |
| 1979  | أحمد شوقي ضيف                                                                     |
| 1980  | - عبد الحميد يونس - عبد العزيز الأهواني                                           |
| 1981  | - صلاح عبد الصبور - أحمد محمود شاكر - أنيس منصور                                  |
| 1982  | - محمد ثروت أباظة - أحمد محمد الحوفي                                              |
| 1983  | حجبت                                                                              |
| 1984  | - أحمد عبد المقصود هيكل - عبد القادر حسن القط - يوسف جوهر عطية                    |
| 1985  | - عز الدين إسماعيل - عبد المنعم أحمد النمر                                        |
| 1986  | - حسين أحمد نصار - محمد محمد القصاص - محمود البدوي                                |
| 1987  | - عبد السلام هارون - محمد سعد الدين وهبة - يوسف عز الدين عيسى                     |
| 1988  | - شكري عياد - لويس عوض - طاهر أبو فاشا                                            |
| 1989  | - إحسان عبد القدوس - فاروق خورشيد - مصطفى الشكعة                                  |
| 1990  | - يوسف إدريس - أحمد السعيد سليمان - محمد التهامي                                  |
| 1991  | - محمد زكي العشماوي - كمال محمد علي بشر - علي الراعي                              |
| 1992  | - الطاهر أحمد مكي - محمد السعدي فرهود                                             |
| 1993  | - يوسف خليف - أحمد لطفي الخولي - محمود علي مكي                                    |
| 1994  | محمد فتحي غانم                                                                    |
| 1995  | - بدوي أحمد طبانة - لطيفة عبد الحليم الزيات - مصطفى محمود                         |
| 1996  | - فاروق شوشة - غالي شكري                                                          |
| 1997  | - فاطمة موسى محمود - أحمد عبد المعطي حجازي - بهاء طاهر                            |
| 1998  | - محمود أمين العالم - مصطفى ناصف                                                  |
| 1999  | - إدوار الخراط - محمود محمد فهمي حجازي - محمد صلاح الدين عبد السميع فضل           |
| 2000  | - يوسف الشاروني - عبد الرحمن الأبنودي - محمد رجاء عبد المؤمن النقاش               |
| 2001  | - علاء الدين حب الله الديب - محمد عناني - فاروق جويدة                             |
| 2002  | - صبري محمد حسني موسى - محمد سليمان عبد المعطي فياض - عبد العزيز عبد السلام حمودة |
| 2003  | - عبد الغفار مكاوي - إبراهيم محمد أصلان - محمد محمد الجوادي                       |
| 2004  | - خيري شلبي - عبد المنعم تليمة - عبد الوهاب المسيري                               |
| 2005  | - محمد أحمد مستجاب - محمد سمير سرحان - محمد حمدي إبراهيم عبد المجيد               |
| 2006  | - جمال الغيطاني - محمد عفيفي مطر - أحمد علي مرسي                                  |
| 2007  | إبراهيم عبد القوي عبد المجيد                                                      |
| 2008  | - جابر أحمد عصفور - محمد يوسف يوسف القعيد - أحمد إبراهيم درويش محمد               |
| 2009  | - إبراهيم البحراوي - نصار محمد عبد الله - عبده الراجحي                            |